# Zehdi Labib Terzi
Zehdi Labib Terzi (* 20. Februar 1924 in Jerusalem, Palästina; † 1. März 2006 in Amman, Jordanien), arabisch زهدي لبيب ترزي, DMG Zuhdī Labīb Tarazī, war ein palästinensischer Politiker und zwischen 1974 und 1991 der erste Leiter der PLO-Delegation mit Beobachterstatus bei den Vereinten Nationen.

## Leben
Zehdi Terzi wuchs als Sohn griechisch-orthodoxer Eltern in Jerusalem auf und besuchte dort die Terra-Sancta-Schule im heutigen Stadtteil Rechavia. Nach Konflikten mit den jordanischen Behörden, die Ostjerusalem nach dem Palästinakrieg verwalteten, verließ er die Stadt. Als persönlicher Vertrauter Jassir Arafats stieg er nach der Gründung der PLO 1964 schnell auf und vertrat die Organisation zunächst als Botschafter in Brasilien. Er begleitete Arafat am 13. November 1974 zu dessen historischem Auftritt vor der UN-Vollversammlung und wurde nach der Verleihung des Beobachterstatus an die PLO als politischer Vertretung der Palästinenser zum Leiter ihrer Delegation in New York.
Terzi nutzte seine Position, die palästinensische Präsenz bei den Vereinten Nationen durch verschiedene UN-Resolutionen zu stärken, und legte dadurch den Grundstein auch für spätere diplomatische Initiativen der PLO. Er initiierte die 1973 abgehaltene Genfer Nahostkonferenz und traf sich 1979 mit dem US-Botschafter bei den Vereinten Nationen, Andrew Young, zu geheimen Verhandlungen. Young musste nach dem Bekanntwerden dieses Treffens von seinem Amt zurücktreten. 1991 überließ er sein Amt seinem bisherigen Stellvertreter Nasser al-Kidwa und engagierte sich seitdem als persönlicher Berater Arafats in Tunis.
Terzi war seit 1960 verheiratet und hat zwei Kinder. Er verstarb 2006 in Amman nach schwerer Krankheit und wurde in New Jersey neben seiner 1987 verstorbenen Ehefrau bestattet.